# Amar Ćatić
Amar Ćatić (Tilburg, 21 januari 1999) is een Nederlands-Bosnisch voetballer die doorgaans als aanvaller speelt.

## Carrière
Ćatić speelde in de jeugd van VV DESK, Willem II en PSV. Hij debuteerde op 24 augustus 2018 in het betaald voetbal, toen hij met Jong PSV met 4–1 verloor uit bij TOP Oss. Hij kwam in de 85e minuut in het veld voor Zakaria Aboukhlal. Ćatić maakte op 29 augustus 2019 ook zijn debuut in het eerste elftal van PSV. Hij viel toen in de 77e minuut in voor Cody Gakpo tijdens een met 0–4 gewonnen wedstrijd in de voorronden van de Europa League, uit tegen Apollon Limasol. Ćatić gaf zowel de assist waaruit Donyell Malen 0–3 maakte als die waaruit Malen 0–4 maakte.
Op 1 juli 2020 tekende hij een driejarig contract bij ADO Den Haag, dat hem transfervrij overnam van PSV. Ćatić debuteerde voor ADO in de met 2-0 verloren uitwedstrijd tegen Heracles Almelo op 13 september 2020. In het seizoen 2020/21 kwam hij vooral tot invalbeurten voor het ADO dat laatste werd in de Eredivisie en zodoende degradeerde. In de eerste divisie was Ćatić twee seizoenen een vaste waarde voor ADO. In 2023 vertrok hij transfervrij naar het Duitse SV Wehen Wiesbaden. In augustus 2024 tekende Ćatić voor twee jaar bij Iğdır FK. Na vier wedstrijden aan het begin van het seizoen werd hij echter direct verhuurd aan Çorum FK voor de rest van het seizoen.

## Clubstatistieken

### Beloften
| Seizoen | Club     | Competitie     | Competitie | Competitie | Beker | Beker | Internationaal | Internationaal | Totaal | Totaal |
| Seizoen | Club     | Competitie     | Wed.       | Dlp.       | Wed.  | Dlp.  | Wed.           | Dlp.           | Wed.   | Dlp.   |
| ------- | -------- | -------------- | ---------- | ---------- | ----- | ----- | -------------- | -------------- | ------ | ------ |
| 2018/19 | Jong PSV | Eerste divisie | 13         | 1          | 0     | 0     | —              | —              | 13     | 1      |
| 2019/20 | Jong PSV | Eerste divisie | 17         | 3          | 0     | 0     | —              | —              | 17     | 3      |
| Totaal  | Totaal   | Totaal         | 30         | 4          | 0     | 0     | 0              | 0              | 30     | 4      |

### Senioren
| Seizoen | Club            | Competitie     | Competitie | Competitie | Beker | Beker | Internationaal | Internationaal | Totaal | Totaal |
| Seizoen | Club            | Competitie     | Wed.       | Dlp.       | Wed.  | Dlp.  | Wed.           | Dlp.           | Wed.   | Dlp.   |
| ------- | --------------- | -------------- | ---------- | ---------- | ----- | ----- | -------------- | -------------- | ------ | ------ |
| 2019/20 | PSV             | Eredivisie     | 0          | 0          | 0     | 0     | 2              | 0              | 2      | 0      |
| 2020/21 | ADO Den Haag    | Eredivisie     | 14         | 0          | 1     | 1     | —              | —              | 15     | 1      |
| 2021/22 | ADO Den Haag    | Eerste Divisie | 40         | 5          | 3     | 0     | —              | —              | 43     | 5      |
| 2022/23 | ADO Den Haag    | Eerste Divisie | 32         | 1          | 4     | 0     | —              | —              | 36     | 1      |
| 2023/24 | Wehen Wiesbaden | 2. Bundesliga  | 23         | 1          | 0     | 0     | —              | —              | 23     | 1      |
| 2024/25 | Iğdır FK        | TFF 1. Lig     | 4          | 0          | 0     | 0     | —              | —              | 4      | 0      |
| 2024/25 | → Çorum FK      | TFF 1. Lig     | 21         | 0          | 2     | 0     |                |                | 23     | 0      |
| Totaal  | Totaal          | Totaal         | 134        | 7          | 10    | 1     | 0              | 0              | 146    | 8      |

Bijgewerkt tot en met het seizoen 2024/25.